# Venomous Rat Regeneration Vendor
Venomous Rat Regeneration Vendor è il quinto  album discografico da solista di Rob Zombie, fondatore del gruppo alternative metal White Zombie. Questo album, pubblicato il 23 aprile 2013, accompagna il film Le streghe di Salem.

## Tracce
1. Teenage Nosferatu Pussy – 4:34
2. Dead City Radio and the New Gods of Supertown – 3:28
3. Revelation Revolution – 3:10
4. Theme for the Rat Vendor – 1:02
5. Ging Gang Gong De Do Gong De Laga Raga – 3:19
6. Rock and Roll (In a Black Hole) – 4:14
7. Behold, the Pretty Filthy Creatures! – 2:55
8. White Trash Freaks – 3:12
9. We're an American Band (cover dei Grand Funk Railroad) – 3:30
10. Lucifer Rising – 3:19
11. The Girl Who Loved the Monsters – 3:57
12. Trade in Your Guns for a Coffin – 2:11

Durata totale: 38:51

## Formazione
Gruppo
- Rob Zombie – voce
- John 5 – chitarra
- Piggy D. – basso
- Ginger Fish – batteria

Personale aggiuntivo
- Bob Marlette – tastiere, programmazione